# راینر ایگنر
راینر ایگنر (انگلیسی: Rainer Aigner؛ زادهٔ ۴ سپتامبر ۱۹۶۷) بازیکن فوتبال اهل آلمان است.
از باشگاه‌هایی که در آن بازی کرده‌است می‌توان به باشگاه فوتبال بایرن مونیخ ۲، باشگاه فوتبال بایرن مونیخ، باشگاه فوتبال مونیخ ۱۸۶۰، و باشگاه فوتبال فورتونا دوسلدورف اشاره کرد.